# Navalpattu
Navalpattu es una  ciudad censal situada en el distrito de Tiruchirappalli en el estado de Tamil Nadu (India). Su población es de 16788 habitantes (2011). Se encuentra a 10 km de Tiruchirappalli y 44 km de Thanjavur.

## Demografía
Según el censo de 2011 la población de Navalpattu era de 16788 habitantes, de los cuales 8375 eran hombres y 8413 eran mujeres. Navalpattu tiene una tasa media de alfabetización del 91,22%, superior a la media estatal del 80,09%: la alfabetización masculina es del 95,65%, y la alfabetización femenina del 86,83%.